# Luciana González Costa
Luciana González Costa (nacida el 29 de noviembre de 1976 en Buenos Aires, Argentina) es una actriz argentina.

## Trabajos

### Cine
- Sol de otoño (1996)
- Escrito en el agua (1997)  - Clara
- Vendado y frío (1999)  - Bárbara
- No muertos (2000)  - Sandra
- El minuto 56 (2001 / cortometraje)  - Mariela
- Rosas rojas... rojas (2003)  - Gladys
- 1999 (2003 / cortometraje)  - Natalia

### Televisión
- Como vos & yo (Canal 13, 1998) - Paloma
- Provócame (Telefe, 2001/2002) - Lisa
- Los simuladores (Telefe, 2002) - Laura
- Contrafuego (Canal 9, 2002) - Paula
- Costumbres argentinas (Telefe, 2003) - Patricia 'Pato' Pagliaro
- Cuentos clásicos de terror (América TV, 2004) - Jorgelina
- Jesús, el heredero (Canal 13, 2004) - Malena
- Floricienta (Canal 13, 2005) - Carla
- Amor en custodia (Telefe, 2005) - Laura Pacheco
- Collar de Esmeraldas (Telefe, 2006) - Roxana
- Socias (Canal 13, 2009) - Abogada
- Valientes (Canal 13, 2009) - Yesica
- Botineras (telenovela argentina) (Telefe, 2010)- Virginia González
- Los Únicos (Canal 13, 2012) - Mirka Novak
- Sos mi hombre (Canal 13, 2013) - Marisa
- Somos Familia  (Telefe, 2014) - Lola
- El mal menor (TV Pública, 2015) - Gabriela

### Internet
- LÖRIHEN: Cuando Tus Brazos Caen (Videoclip Oficial) (LÖRIHEN Canal Oficial, 2015)